# Mostbröckli

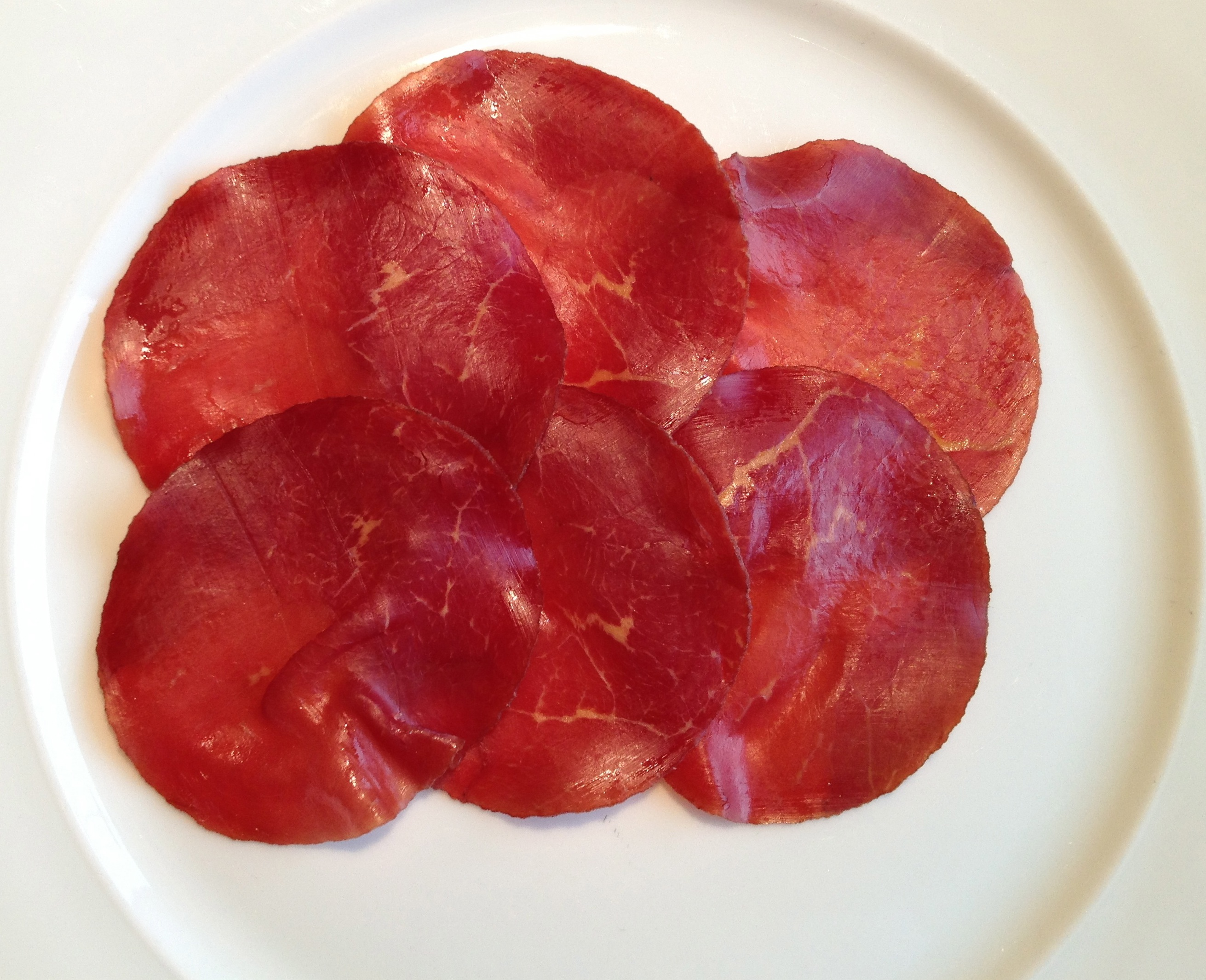
Pferdemostbröckli

Das Appenzeller Mostbröckli ist eine Fleischspezialität aus der Schweiz. Dabei handelt es sich um ein gepökeltes, geräuchertes und getrocknetes Stück Pferde-, Rind- oder Kuhfleisch, das nach der Räucherung und Salzung getrocknet wird. Zum Verkauf kommt es entweder im ganzen Stück oder in geschnittenen Scheiben; serviert und gegessen wird es hingegen ausschliesslich kalt in hauchdünnen Scheiben (Tranchen).

## Ursprung und Abgrenzung
Mostbröckli wird in den beiden Kantonen Appenzell Ausserrhoden und Appenzell Innerrhoden sowie in den nördlich angrenzenden Teilen des Kantons St. Gallen in der Schweiz hergestellt. Der Alpstein bildet die natürliche Grenze des Produktionsgebiets. Konsumiert wird das Mostbröckli vor allem in der ganzen Schweiz, in Teilen Deutschlands und Österreichs.
Im Unterschied zum Bündnerfleisch und dem Walliser Trockenfleisch wird das Mostbröckli vor dem Trocknen mehrere Stunden geräuchert, was den typischen rauchigen Geschmack ausmacht. In der Schweiz wird auch Pferdefleisch zur Herstellung verwendet, das aber immer als solches gekennzeichnet ist.

## Geschichte
Die älteste Erwähnung des Mostbröckli ist im Jahre 1905 im Schweizerischen Idiotikon, einem schweizerdeutschen Wörterbuch, zu finden. Dort ist zu lesen, dass das Mostbröckli «ein exquisites Stück aus dem Rücken des Rindes» ist, «das gedörrt als Leckerbissen zu Most genossen wird».
Ursprünglich stammt Mostbröckli aus dem ostschweizerischen Appenzellerland und wurde entweder mit saurem Apfelmost (vergorenem Apfelsaft) gewürzt oder dazu genossen. Der Name Mostbröckli wird also zum einen damit erklärt, dass man Mostbröckli üblicherweise zusammen mit einem Glas Most konsumiert. Eine andere Deutung lieferte ein Appenzeller Metzger: Da früher nicht immer das zarteste Rindfleisch genommen wurde, fügte man ihm beim Einsalzen Most zu. Die Säure des Apfelsaftes machte das Fleisch mürbe, wobei zugleich die Ausbreitung von Bakterien gehemmt wurde. Weshalb das Mostbröckli als Ersatz für Schweinefleisch galt, ist historisch bedingt: Die Appenzeller Bauern waren im 19. Jahrhundert vor allem in der Milchwirtschaft tätig; im Jahr 1876 zählte man bei einer Viehzählung 8000 Stück Rinder und 4000 Ziegen, aber nur 3500 Schweine. Schweine waren damals deshalb sehr teuer, da sie dasselbe assen wie Menschen. Erst mit der späteren Einführung der Käsereien und der daraus abfallenden Molke fand man so ein günstiges Futtermittel für die Schweine. Schweinefleisch war jedoch damals wie heute insbesondere geräuchert sehr beliebt. Es war deshalb naheliegend, die besten Rindfleischstücke so zu verfeinern, dass sie geschmacklich an geräuchertes Schweinefleisch erinnerten.
Das Appenzeller Mostbröckli wurde am 25. Januar 2018 vom Bundesamt für Landwirtschaft ins Verzeichnis der Schweizer Produkte mit geschützter geografischer Herkunft aufgenommen. Es darf seither das Markenzeichen IGP (Indication géographique protegée) tragen, wenn seine Hersteller die strengen Anforderungen des Pflichtenhefts erfüllen.

## Verwendung von Hundefleisch
Bis Ende des 20. Jahrhunderts war es noch auf vielen Bauernhöfen des Appenzellerlands üblich, auch Hundefleisch zu räuchern und zu Mostbröckli zu verarbeiten. Die Änderung der Ernährungsgewohnheiten führte dann jedoch zu einem Rückgang der Verwendung von Hundefleisch. Auch ist nach den Bestimmungen der Verordnung des Eidgenössischen Departements des Innern (EDI) über Lebensmittel tierischer Herkunft vom 23. November 2005 (Art. 2) die kommerzielle Verwendung von Hundefleisch verboten. Die Gewinnung und der Verzehr für den Eigengebrauch sind hingegen zulässig, solange kein Verstoss gegen die Tierschutzgesetzgebung vorliegt. Weiterhin gibt es im Appenzell Bauern, die auf die Herstellung von Mostbröckli aus Hundefleisch nicht verzichten möchten.

## Einsatz von Lebensmittelzusatzstoffen
Oft kommen heute auch synthetische Geschmacksverstärker, Antioxidantien und Konservierungsmittel bei der Herstellung von Mostbröckli zum Einsatz. Ein Reinheitsgebot wie beispielsweise beim italienischen Parmaschinken gibt es nicht.